# Nosa tristis
Nosa tristis is een insect uit de familie van de mierenleeuwen (Myrmeleontidae), die tot de orde netvleugeligen (Neuroptera) behoort. 
Nosa tristis is voor het eerst wetenschappelijk beschreven door Hagen in 1853.